# Manuel Serrano Vásquez
Manuel Serrano Vásquez, abogado y político liberal chileno. Nació en Concepción, en 1839. Falleció en Santiago, en 1895. Hijo de Manuel Serrano Alfaro y doña Nieves Vásquez Larenas. Contrajo matrimonio con Laura Arrieta Cañas.
Estudió en el Instituto Nacional y en la Facultad de Derecho de la Universidad de Chile, donde juró como abogado el 14 de septiembre de 1864. Se desempeñó como abogado integrante de la Corte Suprema de Chile, ejerció largos años la cátedra de derecho comercial en el curso de Leyes de Concepción.
Militante del Partido Liberal Democrático. Fue elegido Diputado por Concepción (1873-1876), integró la comisión permanente de Constitución, Legislación y Justicia.
Diputado por Coelemu y Talcahuano por tres períodos consecutivos (1876-1885). Fue parte de las comisiones permanentes de Educación y Beneficencia, Gobierno y Relaciones Exteriores, y de Elecciones y Calificadora de Peticiones.